# Quercus chinantlensis
Quercus chinantlensis — вид рослин з родини букових (Fagaceae), поширений у Мексиці. За іншими даними вважається синонімом Quercus glaucescens.

## Середовище проживання
Поширений у Мексиці (Оахака, Веракрус).